# Thomas Rytter
Thomas Rytter (Kopenhagen, 6 januari 1974) is een Deens oud-voetballer. Hij werd vaak in de verdediging opgesteld, vaak als rechtsback. Zijn professionele carrière begon in zijn geboorteland bij Lyngby BK in het jaar 1992. Ook zijn laatste wedstrijden speelde hij in Denemarken. Dit was in 2007 voor Brøndby IF in de met 3-2 verloren wedstrijd tegen Esbjerg fB.

## Lyngby BK
Op 18-jarige leeftijd maakte Thomas Rytter in 1992 zijn debuut voor de club waar hij ook een deel van zijn jeugdopleiding genoot, Lyngby BK. Meteen al wist hij het tot vaste waarde te schoppen binnen het elftal, als rechtsachter. Hij was een van de veelbelovende spelers uit de jeugdopleiding van Lyngby BK destijds, met naast hem onder andere Dennis Rommedahl en Niclas Jensen. Vanwege zijn goede spel kreeg hij dan ook in 1994 de prijs voor beste Deense voetballer onder de 21 jaar toegewezen. Ook mocht hij spelen voor het nationale elftal van Denemarken voor spelers onder de 21 jaar. Tegen het eind van zijn periode bij Lyngby BK werd hij ook opgeroepen voor het A-elftal van Denemarken. Vanwege zijn goede spel verdiende Rytter in de winter van het seizoen 1996/1997 een transfer naar het buitenland. Voor Lyngby BK speelde Thomas Rytter in totaal 129 wedstrijden. Daarin scoorde hij één keer.

## Sevilla FC en FC Kopenhagen
In december van het jaar 1996 werd Thomas Rytter door Lyngby BK verkocht aan Sevilla FC. Met de club degradeerde hij echter direct naar de Segunda División A. Daarna zou hij nog maar een half jaar bij de club spelen, alvorens terug te keren
naar Denemarken. Voor Sevilla speelde Rytter 34 wedstrijden. Daarin scoorde hij één keer.
Thomas Rytter werd in januari van het jaar 1998 overgenomen door FC Kopenhagen, waardoor hij weer op het hoogste niveau kon spelen, dit keer weer in Denemarken. Hij kwam daar onder andere weer samen te spelen met Niclas Jensen, zijn oud-teamgenoot bij Lyngby. Samen werden zij geroemd als de beste backs van de Deense competitie. In 2001 won hij dan ook met de club de Deense competitie. Door zijn goede spel verdiende hij ook een terugkeer in de nationale selectie van Denemarken. In de winter van 2001 werd Rytter verkocht aan een club uit Duitsland, omdat zijn contract binnen een half jaar zou aflopen. Voor FC Kopenhagen speelde Thomas Rytter in totaal 95 wedstrijden. Daarin wist de bal driemaal dankzij Rytter de doellijn te passeren.

## VfL Wolfsburg
Na zijn periode bij FC Kopenhagen werd Thomas Rytter overgenomen door VfL Wolfsburg. Daar kwam hij onder andere samen te spelen met zijn landgenoot Claus Thomsen, de Slowaak Miroslav Karhan en de Bulgaar Martin Petrov. Met VfL Wolfsburg kwam Rytter uit in de Bundesliga en eindigde steeds met de club in de middenmoot. Met de club speelde hij ook op Europees niveau, namelijk in de Intertoto Cup. De beste prestatie die in dit toernooi leverde met VfL Wolfsburg was het behalen van de finale in 2003. Deze ging echter na twee wedstrijden verloren tegen het Italiaanse AC Perugia. In 2005 vertrok Rytter voor de laatste keer terug naar Denemarken. Voor VfL Wolfsburg scoorde hij in 87 competitiewedstrijden één keer.

## Brøndby IF
Tot ongenoegen van veel FC Kopenhagen-aanhangers keerde Thomas Rytter in 2005 niet terug bij FC Kopenhagen, maar tekende hij een contract bij diens aartsrivaal Brøndby IF. Hij kreeg echter met veel blessures te kampen, waardoor hij maar weinig in actie voor de club kon komen. Wel kwam hij nog in actie tijdens de derde kwalificatieronde voor de Champions League in 2005. Deze wedstrijden waren tegen Ajax, maar werden verloren door Brøndby IF. In 2008 besloot Thomas Rytter, vanwege de aanhoudende blessures, zijn professionele carrière te beëindigen. Voor Brøndby speelde hij in totaal 25 wedstrijden. Daarin wist hij nooit te scoren.

## Interlandcarrière
Op 14 augustus 1996 maakte Thomas Rytter zijn debuut voor het nationale elftal van Denemarken. Dit was in een wedstrijd tegen een ander Scandinavisch land, Zweden. In 58ste minuut kwam hij erin als vervanger van Jakob Friis-Hansen. Naast hem maakten ook Ole Bjur, Morten Bisgaard en Steffen Højer hun debuut in deze wedstrijd. De wedstrijd werd met 1-0 gewonnen door een doelpunt van Bjur. Voor Rytter duurde het echter tot en met 2001, voordat hij nogmaals voor Denemarken in actie mocht komen. Dit keer was het in een wedstrijd tegen het Nederlands elftal. Die wedstrijd werd met 1-1 gelijk gespeeld door twee benutte strafschoppen; door de Nederlander Jerrel Hasselbaink en de Deen Martin Jørgensen. Hierna speelde Rytter nog twee interlands: tegen Ierland en Roemenië. In totaal scoorde hij in vier interlands dus nooit.

## Erelijst
- Deens -21 voetballer van het jaar: 1994 (Lyngby BK)
- Vice-kampioen Beker van Denemarken: 1998 (FC Kopenhagen)
- Ørestad Cup: 2000 (FC Kopenhagen)
- SAS Ligaen: 2001 (FC Kopenhagen)
- Deense Supercup: 2001 (FC Kopenhagen)
- Deense League Cup: 2006 (Brøndby IF)
- Vice-kampioen SAS Ligaen: 2006 (Brøndby IF)
- Royal League: 2007 (Brøndby IF)
- Beker van Denemarken: 2008 (Brøndby IF)